# Chaetostomella nigripunctata
Chaetostomella nigripunctata es una especie de insecto del género Chaetostomella de la familia Tephritidae del orden Diptera.

## Historia
Shiraki la describió científicamente por primera vez en el año 1933.